# Tangará (kommun i Brasilien, Santa Catarina)
Tangará är en kommun i Brasilien.   Den ligger i delstaten Santa Catarina, i den södra delen av landet, 1 300 km söder om huvudstaden Brasília. Antalet invånare är 8 674.
I omgivningarna runt Tangará växer huvudsakligen savannskog. Runt Tangará är det glesbefolkat, med 8 invånare per kvadratkilometer.